# Galderma
Galderma är ett internationellt läkemedelsföretag som grundades 1981. Galderma utvecklar och marknadsför produkter inom medicinsk hudvård och är en av de största aktörerna på området.
Galderma ägs sedan 2014 av Nestlé Skin Health och har 34 helägda dotterbolag världen över, cirka 5 500 anställda, och ett världsomspännande nätverk av distributörer.  
Produkterna i Galdermas portfölj finns tillgängliga i 80 länder för behandling av ett stort antal hudsjukdomar, bland annat akne, rosacea, nagelsvamp, psoriasis, steroidkänsliga dermatoser, pigmentsjukdomar och hudcancer. Galderma tillverkar också läkemedel och medicintekniska produkter för estetiska behandlingar.

## Galderma Uppsala
Genom uppköpet av det svenska företaget Q-Med 2011, övertog Galderma Q-Meds forsknings- och produktionsanläggning i Uppsala. Galderma Uppsala är Galdermas ”huvudkontor” för estetiska och korrigerande produkter, och en av Galdermas sex globala forsknings- och tillverkningsanläggningar . Galderma Uppsala har nära 450 anställda, vilket gör företaget till en av Uppsala kommuns största privata arbetsgivare.